# Crossomitrium wallisii
Crossomitrium wallisii är en bladmossart som beskrevs av C. Müller 1875. Crossomitrium wallisii ingår i släktet Crossomitrium och familjen Daltoniaceae. Inga underarter finns listade i Catalogue of Life.